# In vogelvlucht
In vogelvlucht is een verzamelalbum van Herman van Veen. Op het album staan 22 bekende en minder bekende nummers uit de twintigjarige carrière van Herman van Veen. Het album verscheen als dubbel-lp, muziekcassette en (enkelvoudige) cd en stond in totaal 65 weken in de album top-100, verdeeld over 1987 (11 weken), 1988 (23) en 1989 (31). In 1989 werd de mijlpaal van 250.000 verkochte exemplaren gepasseerd. In Vogelvlucht kwam op 17 oktober 1987 binnen in de album top-100 op nummer 35, waarna het album negen weken in de top-10 stond waarvan drie weken op de derde plaats.
De liedjes zijn deels heropgenomen voor het verzamelalbum. Ter promotie van het album verscheen de single Toveren, dat een niet eerder uitgebracht lied was van de hand van de leden van Het Goede Doel Henk Westbroek en Henk Temming.

## Nummers
Op de dubbelelpee staan 22 nummers. De cd-versie en de cassetteversie bevatten twee nummers minder: 'Harlekijnlied' en 'Kletsnatte Clowns'.

| Nr. | Titel                  | Schrijver(s)                                           | Duur |
| --- | ---------------------- | ------------------------------------------------------ | ---- |
| 1.  | Hilversum III          | Hans Jürgen Buchner, Ulrike Böglmüller, Willem Wilmink | 3:52 |
| 2.  | Een vriend zien huilen | Jacques Brel, Willem Wilmink                           | 3:49 |
| 3.  | Suzanne                | Leonard Cohen, Rob Chrispijn                           | 3:58 |
| 4.  | De bom valt nooit      | Willem Wilmink, Herman van Veen                        | 3:03 |
| 5.  | Later                  | Simon Carmiggelt, Herman van Veen, Harry Sacksioni     | 3:39 |
| 6.  | Opzij                  | Erik van der Wurff, Herman van Veen                    | 3:12 |

| Nr. | Titel                              | Schrijver(s)                                   | Duur |
| --- | ---------------------------------- | ---------------------------------------------- | ---- |
| 1.  | Liefde van later                   | Gérard Jouannest, Jacques Brel, Lennaert Nijgh | 3:12 |
| 2.  | Fiets                              | Ralph McTell, Rob Chrispijn                    | 2:11 |
| 3.  | Anne                               | Herman van Veen, [Hans Jürgen Buchner          | 3:46 |
| 4.  | Als het net even anders was gegaan | Willem Wilmink, Herman van Veen                | 4:42 |
| 5.  | Zo vrolijk                         | Herman van Veen                                | 2:58 |

| Nr. | Titel                  | Schrijver(s)                                        | Duur |
| --- | ---------------------- | --------------------------------------------------- | ---- |
| 1.  | Zingende doden         | Erik van der Wurff, Herman van Veen, Willem Wilmink | 3:22 |
| 2.  | Dat tedere gevoel      | Erik van der Wurff, Riwka Bruining, Herman van Veen | 2:24 |
| 3.  | Signalen               | Herman van Veen, Willem Wilmink                     | 6:46 |
| 4.  | Voor een verre prinses | Herman van Veen, Willem Wilmink                     | 2:20 |
| 5.  | Harlekijnlied          | Antonio Caldara, Herman van Veen                    | 1:35 |

| Nr. | Titel              | Schrijver(s)                                         | Duur |
| --- | ------------------ | ---------------------------------------------------- | ---- |
| 1.  | Weet je nog        | Hans Lodeizen, Herman van Veen                       | 3:04 |
| 2.  | Rozegeur           | Herman van Veen, Rob Chrispijn                       | 5:24 |
| 3.  | Liedje             | Erik van der Wurff, Herman van Veen, Judith Herzberg | 2:39 |
| 4.  | Kletsnatte clowns  | Erik van der Wurff, Herman van Veen, Rob Chrispijn   | 3:19 |
| 5.  | Ochtend in de stad | Herman van Veen, Willem Wilmink                      | 4:02 |
| 6.  | Toveren            | Henk Temming, Henk Westbroek                         | 3:24 |